# Гранада (Міннесота)
Гранада (англ. Granada) — місто (англ. city) в США, в окрузі Мартін штату Міннесота. Населення — 291 особа (2020).

## Географія
Гранада розташована за координатами 43°41′35″ пн. ш. 94°20′58″ зх. д. / 43.69306° пн. ш. 94.34944° зх. д. (43.693185, -94.349446).  За даними Бюро перепису населення США в 2010 році місто мало площу 1,53 км², уся площа — суходіл.

## Демографія
Згідно з переписом 2010 року, у місті мешкали 303 особи в 129 домогосподарствах у складі 83 родин. Густота населення становила 198 осіб/км².  Було 147 помешкань (96/км²).
Расовий склад населення:
| - 98,7 % — білих - 0,3 % — чорних або афроамериканців |

До двох чи більше рас належало 0,3 %. Частка іспаномовних становила 0,7 % від усіх жителів.
За віковим діапазоном населення розподілялося таким чином: 25,1 % — особи молодші 18 років, 61,4 % — особи у віці 18—64 років, 13,5 % — особи у віці 65 років та старші. Медіана віку мешканця становила 41,6 року. На 100 осіб жіночої статі у місті припадало 114,9 чоловіків;  на 100 жінок у віці від 18 років та старших — 100,9 чоловіків також старших 18 років.
Середній дохід на одне домашнє господарство  становив 42 147 доларів США (медіана — 38 125), а середній дохід на одну сім'ю — 50 475 доларів (медіана — 45 625). Медіана доходів становила 34 167 доларів для чоловіків та 23 750 доларів для жінок. За межею бідності перебувало 12,7 % осіб, у тому числі 23,1 % дітей у віці до 18 років та 23,8 % осіб у віці 65 років та старших.
Цивільне працевлаштоване населення становило 176 осіб. Основні галузі зайнятості: роздрібна торгівля — 27,3 %, виробництво — 20,5 %, освіта, охорона здоров'я та соціальна допомога — 19,9 %.